# Эймс, Брюс
Хорошо и правильно питайтесь и не курите... Следует убедить людей, что они будут вести несчастную жизнь, если станут жирными, будут страдать от диабета, и их мозг будет затуманен. Выбор кажется мне очевидным.
Брюс Эймс (англ. Bruce Nathan Ames; 16 декабря 1928, Нью-Йорк — 5 октября 2024, Беркли) — американский биохимик и генетик, известен как создатель теста Эймса, занимался исследованиями в области онкологии и геронтологии. Профессор Калифорнийского университета в Беркли (с 1968 года, ныне эмерит), сотрудник Children's Hospital Oakland Research Institute (с 2000 года), член НАН США (1972) и других академических организаций.
Удостоен Национальной медали науки (1998) и других международных и высокопрестижных наград.

## Биография

### Образование и ранняя карьера
Окончил Корнеллский университет (бакалавр химии и биологии, 1950), где учился с 1946 года. Степень доктора философии по биохимии получил в 1953 году в Калифорнийском технологическом институте, на кафедре биологии которого занимался с 1950 года (в 1977 году он будет отмечен Отличием выдающегося выпускника этого вуза). Затем постдок (1953—1954) и сотрудник-биохимик (1954—1960) Национальных институтов здравоохранения, а в 1962—1967 гг. там же — глава секции генетики микробов лаборатории молекулярной биологии NIAMD. В 1961 году работал в лабораториях в Кембридже в Англии (у Фрэнсиса Крика) и в Париже (у Франсуа Жакоба). С 1968 года профессор Калифорнийского университета в Беркли, в 1983—1989 годах — заведующий кафедрой биохимии и молекулярной биологии, также возглавлял там национальный институт. С 2000 года — также научный сотрудник Children’s Hospital Oakland Research Institute.

### Карьера
Член Американской академии искусств и наук (1970) и Нью-Йоркской АН, иностранный член Шведской королевской АН (1989). Член Американской ассоциации содействия развитию науки (1980), Academy of Toxicological Sciences (1992) и American Academy of Microbiology (1992) и др. Почётный иностранный член Japanese Cancer Association (1987) и почётный член Japan Pharmaceutical Association (1998).
Исследования Эймса посвящены раку и старению. Он является автором более 550 научных работ. Он входит в число нескольких сотен наиболее цитируемых учёных во всех областях.
Удостоен почётных степеней Университета Тафтса (1987) и Болонского университета (1989).

### Смерть
Эймс умер 5 октября 2024 года от осложнений, вызванных падением, в окружении семьи и близких друзей в медицинском центре Альта Бейтс Саммит. Ему было 95 лет.

## Личная жизнь
Он был женат на Джованне Ферро-Луцци Эймс, которая также была профессором биохимии в Калифорнийском университете в Беркли. Также у него было двое детей: сын и дочь.

## Награды и отличия
- 1964 — Eli Lilly Award in Biological Chemistry[англ.]
- 1966 — Arthur S. Flemming Award[англ.]
- 1975 — Премия Розенстила
- 1978 — Simon Shubitz Cancer Prize (первый удостоенный)
- 1978 — Медаль Джона Скотта
- 1983 — Charles S. Mott Prize[англ.]
- 1983 — Международная премия Гайрднера
- 1984 — IBM-Princess Takamatsu Cancer Research Foundation Lectureship, Япония
- 1985 — Премия Тайлера
- 1991 — American Institute of Chemists Gold Medal[англ.]
- 1996 — Премия Хонда
- 1997 — Премия Японии[11]
- 1998 — Медаль Парижа
- 1998 — Национальная научная медаль[11]
- 2004 — Медаль Томаса Ханта Моргана
- 2013 — Thomson Reuters Citation Laureate